# حالات نتشير سيرف
حالات نتشير سيرف( بالإنجليزية:  The NatureServe conservation status )نظام تصنيف للأنواع تقدمه منظمة نتشير سيرف بالتعاون مع شبكة التراث الطبيعي، و قد طور  في الولايات المتحدة في الثمانينيات من قبل منظمة الحفاظ على الطبيعة (TNC) كوسيلة لتصنيف الخطر النسبي المحتمل لأنواع النباتات أو الحيوانات أو الكائنات الحية الأخرى، بالإضافة إلى المجتمعات البيئية الطبيعية على المستويات العالمية أو الوطنية أو دون الوطنية. يشار إليه أيضًا بإسم تصنيف نتشير سيرف أو حالات حفظ  منظمة خدمة الطبيعة للأنواع أو تصنيفات التراث الطبيعي.

## تقديم
تشير تصنيفات نتشير سيرف إلى تعرض الأنواع أو المجتمعات البيئية للخطر كالظواهر الطبيعية دون الأخذ بالاعتبار مجموعات الأسر الحيواني أو الزراعة، كما تتجاهل أيضًا الظواهر غير الأصلية التي نشأت من خلال التدخل البشري خارج النطاق الطبيعي للأنواع، كما هو الحال مع العديد من الأنواع المجتاحة على سبيل المثال.
تُظهر معظم تصنيفات المنظمة حالة حفظ نوع نباتي أو حيواني أو مجتمع بيئي طبيعي باستخدام مقياس عددي من واحد إلى خمسة (من الأكثر عرضة للخطر إلى الأكثر أمانًا)، ويُطبّق إما عالميًا أو على حالة الكيان داخل دولة معينة أو وحدة فرعية محددة داخل الدولة. تُستخدم الرموز القائمة على الحروف في حالات خاصة مختلفة لا ينطبق عليها المقياس العددي. يمكن ربط التصنيفات على مستويات مختلفة لدمج المستويات الجغرافية، وكذلك لمعالجة الأصناف دون النوعية  وأصناف النباتات.
وفي حين أن منظمة الحفاظ على الطبيعة لم تعد تشارك بشكل كبير في الحفاظ على هذه التصنيفات، إلا أن إسم مراتب TNC لا يزال يُستخدم أحيانًا لها.

## المستويات
يمكن تطبيق تصنيفات نتشير سيرف للحفظ على أيٍّ من المستويات الجغرافية الثلاثة أو جميعها:
G - التصنيفات المُحدَّدة على المستوى العالمي (G-rank)،
N - التصنيفات المُحدَّدة على المستوى الوطني (N-rank) لدولة مُحدَّدة.
S - التصنيفات المُحدَّدة على المستوى دون الوطني (S-rank) لوحدة جغرافية أدنى مُحدَّدة ضمن دولة، مثل ولاية في الولايات المتحدة الأمريكية.

## بالأرقام
1 - معرض للخطر بشكل حرج - (عادةً ما يحدث 5 مرات أو أقل).
2 - معرض للخطر - (عادةً ما يحدث من 6 إلى 20 مرة).
3 - معرض للخطر بشكل نادر - ( عادةً ما يحدث من 21 إلى 100 مرة).
4 - آمن ظاهريًا - (غير شائع و ليس نادرًا، ولكن مع وجود سبب للقلق طويل الأمد؛ عادةً ما يحدث 101 مرة أو أكثر)
5 - آمن - (شائع لكن يفتقر إلى التهديدات الرئيسية أو المخاوف طويلة الأمد).

## الانتشار
تم تحديد تصنيفات نتشير سيرف في المقام الأول للأنواع والمجتمعات البيئية في الولايات المتحدة وكندا، ولكن المنهجية تعد عالمية، وقد تم استخدامها في بعض مناطق أمريكا اللاتينية ومنطقة البحر الكاريبي. يقدم موقع NatureServe Explorer مجموعة مركزية من تصنيفات المنظمة العالمية والوطنية ودون الوطنية التي طورتها  أو قدمتها برامج التراث الطبيعي الأمريكية المتعاونة ومراكز بيانات الحفظ الكندية وغيرها من المراكز الدولية.

## إقرأ أيضا
-منظمة نتشير سيرف